# 無彊
無彊（？—前306年）為戰國時期越國的君主，《史記索隱》稱為無顓之弟。無顓死後繼承為君主，在位36年（前342年—前306年）。无疆即位后重新振兴了越国，向北進攻齊國，在齊國挑唆下又向西進攻楚國，遭致慘敗，為楚怀王所殺。《史記》記載其死去的同時越國滅亡，但对於越国是否這時灭亡学界仍存在争议。

## 家庭
- 兄長：無顓，古本《竹書紀年》稱菼蠋卯。